# بيتر جي. سميث
بيتر جي. سميث هو سياسي أمريكي، ولد في 22 أغسطس 1867، وتوفي في 2 أبريل 1947 في يو كلير في الولايات المتحدة. نشط حزبياً في الحزب الجمهوري. وقد انتخب عضو مجلس ولاية ويسكونسن ‏.